# Farní sbor Slezské církve evangelické augsburského vyznání v Havířově - Suché
Farní sbor Slezské církve evangelické augsburského vyznání v Havířově - Suché je sborem Slezské církve evangelické augsburského vyznání v Havířově – Prostřední Suché. Sbor spadá pod Těšínsko-havířovský seniorát.

## Dějiny sboru
Farní sbor byl založen roku 1949.

### Pastoři sboru
- administrace, 1949–1950
- Gustaw Szurman, 1950–1953
- administrace, 1953–1955
- Alfred Fierla, 1955–1974
- administrace, 1974–1993
- Jan Drózd, 1993–2000
- administrace, 2000
- Janusz A. Kożusznik, od r. 2000